# Drenica
Drenica (serb. Дреница) – rzeka w Kosowie, prawy dopływ Sitnicy.
Długość rzeki wynosi 50 km, powierzchnia dorzecza 447 km². Źródła znajdują się w okolicy góry Crnoljeva. Przepływa przez duże wsie Krajmirovce, Sedlare, Rusinovce, Banjica, Komorane, Donja Koretica, Dobroševac i miasto Glogovac.